# Soldaat van Oranje (boek)
Soldaat van Oranje, eerder Soldaat van Oranje 1940-1945 en oorspronkelijk Het hol van de ratelslang, is een autobiografisch boek over en door verzetsstrijder Erik Hazelhoff Roelfzema. Het werd voor het eerst uitgegeven in 1970, werd verfilmd in 1977 en ging als musical in première in 2010. Deze twee laatste onder de naam Soldaat van Oranje, de bijnaam die Roelfzema dankzij dit boek kreeg.

## Inhoud
Het boek beschrijft de belevenissen van Roelfzema in de Tweede Wereldoorlog. Bij de Duitse inval in Nederland was Roelfzema een Leidse student en in deze stad voerde hij enige verzetsdaden uit. In 1941 kwam hij als Engelandvaarder naar Londen, waar hij zich aansloot bij de geheime diensten aldaar. Zodoende voerde hij verschillende acties uit in Nederland (onder meer voor de operatie Contact Holland), vloog hij als RAF-piloot mee bij een luchtaanval op Berlijn en werd hij tegen het eind van de oorlog adjudant van koningin Wilhelmina.

## Voorgeschiedenis

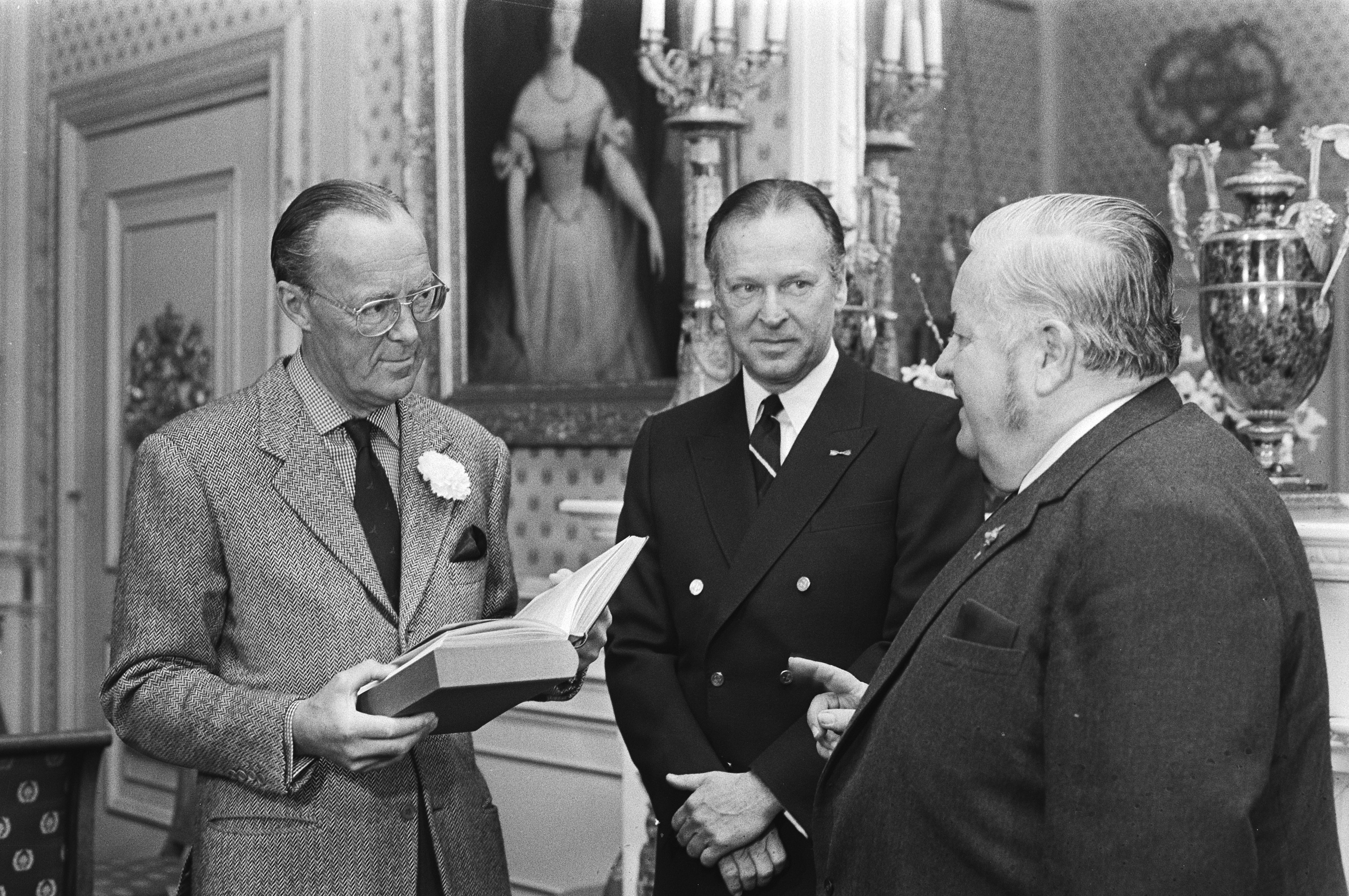
Prins Bernhard, Hazelhoff Roelfzema en uitgever Stok bij de boekpresentatie op 31 maart 1971.

Het boek kwam gedeeltelijk al tijdens de oorlog tot stand: Roelfzema hield zijn ervaringen direct bij. Hij beschreef hierbij ook tien uitgevoerde vluchten, wat in een artikel verwerkt in september 1945 in het Engelse Cosmopolitan Magazine geplaatst werd.
Na de oorlog duurde het echter een tijd voordat het boek echt vorm kreeg, vanwege onverwerkte emoties. Tegen 1970 had hij zijn gevoelens voldoende verwerkt en kwam Het hol van de ratelslang uit bij uitgeverij De Geïllustreerde Pers. De verkoopresultaten vielen Roelfzema erg tegen, en hij vroeg de auteursrechten terug. Bij een andere uitgever, Het Spectrum, bracht hij het boek opnieuw uit.

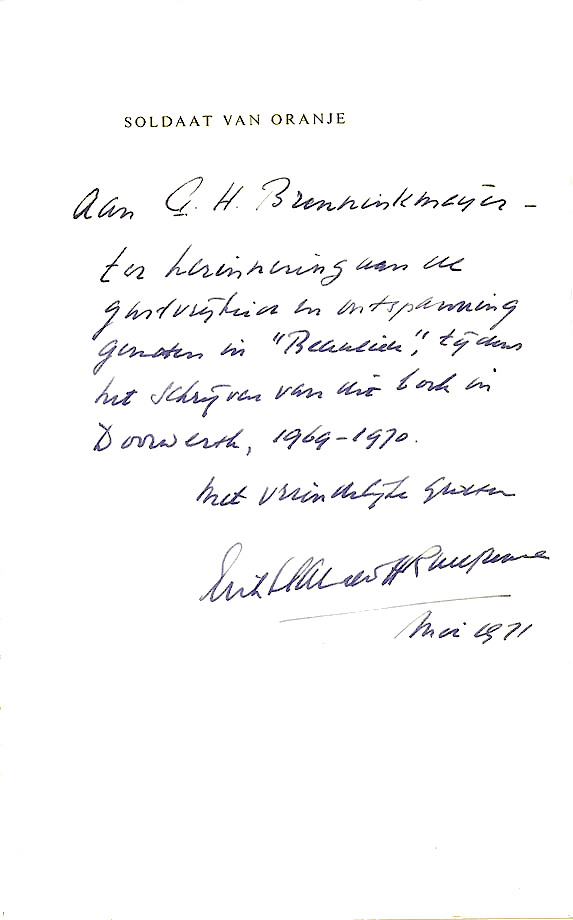
Gesigneerd voorblad: Aan G.H. Brenninkmeijer - ter herinnering aan de gastvrijheid en ontspanning genoten in "Beaulieu", tijdens het schrijven van dit boek in Doorwerth 1969-1970. Met vriendelijke groeten, Erik Hazelhoff Roelfzema. mei 1971

Het kwam op 31 maart 1971 uit onder de naam Soldaat van Oranje en werd aangeboden aan prins Bernhard, een persoonlijke vriend van Roelfzema. In tegenstelling tot Het hol van de ratelslang was dit boek wél voorzien van illustraties. De presentatie was symbolisch in het Haagse Kurhaus: in de oorlog was dit het eindpunt van de verzetsverbinding tussen Engeland en Nederland. Dit haalde het televisiejournaal en Roelfzema werd uitgenodigd bij het nationaal veelbekeken televisieprogramma Voor de vuist weg. Ook in kranten en tijdschriften werd het boek over het algemeen goed ontvangen en hierdoor werd dit boek een groter succes.

## Bijzonderheden heruitgaven en herdrukken
Het boek werd oorspronkelijk uitgebracht in een beknoptere versie met de titel Het hol van de ratelslang in 1970. In 1971 verscheen het boek onder de titel Soldaat van Oranje: '40-'45. Vervolgens werd het boek in 1987 gedeeltelijk herschreven en verscheen een aangevulde uitgave onder de titel Soldaat van Oranje. 
Soldaat van Oranje kent meerdere heruitgaven en herdrukken. Hieronder enige bijzonderheden.
- Prins Bernhard schreef ook een inleiding bij het boek, waarin onder meer stond: 'Ik ben erbij geweest, en zo was het.'[5]
- In 2010 werd een speciale musicaleditie uitgegeven met een vernieuwde omslag.[6]
- In november 1971 werd het honderdduizendste exemplaar verkocht. Inmiddels liggen de verkoopcijfers boven de één miljoen.[4]
- De Engelse uitgeverij Sphere Books bracht in 1982 de Engelse vertaling uit, onder de titel Soldier of Orange.[7]

## Kritiek opde'Soldaat van Oranje'
Vanuit voormalig verzetsleden kwam kritiek op de naam van het boek. Zij vonden dat Roelfzema op deze manier zichzelf deze bijnaam gaf, terwijl anderen er ook recht op zouden hebben. In een interview in De Telegraaf (26 april 2003) beantwoordde hij de kritiek als volgt:

Flauwekul. Soldaat van Oranje geldt niet alleen voor mij. In mijn boek staat duidelijk dat deze naam voor iedere Nederlander geldt die tijdens de bezetting zijn best deed tegen de Duitsers. Maar ik heb dat boek geschreven en de term Soldaat van Oranje verzonnen. Daardoor blijft die naam aan mij kleven.

## Trivia
In het begin van het boek staat dat het gevaarlijk is - naar men in Indië beweert - om langs het hol van een ratelslang te lopen. De oorspronkelijke titel van het boek is van dit volksgeloof afkomstig. Maar ratelslangen komen alleen in Noord-Amerika voor, niet in Indië.